# 八兩金 (電影)
《八両金》（英語：Eight Taels of Gold）是1989年上映的一部香港電影，由張婉婷執導，羅啟銳及張婉婷編劇，是兩人「移民三部曲」的第三部也是最终章，洪金寶和張艾嘉擔綱主演。劇情講述一名移居美國的華裔移民回到中國家鄉的故事。本片在1989年12月21日至翌年1月19日間在香港上映，票房收入HK$11,111,694；榮獲第9屆香港電影金像獎最佳電影音樂。

## 劇情
八両金（洪金寶飾）在文化大革命時從中國汕頭偷渡往美國紐約，並在當地以駕駛的士維生。當他取得綠卡之後，他決定返回家鄉。由於他認為「男人沒八両金在身不算是男人」，於是向親友借入金飾，以湊足八両金回到家鄉。
當八両金回到汕頭時，發現家人早已遷回台山舊居居住，於是與童年死對頭烏嘴婆（張艾嘉飾）和其弟牛仔一同回到台山，中途他們一同見證中國大陸的奇怪生活現象。回到台山之後，八両金獲安排相親，但他心中只惦掛烏嘴婆一人，亦擔心她的未婚夫即將回鄉迎娶她。

## 製作
1989年，羅啟銳和張婉婷完成《七小福》後，開始了《八両金》的製作，為「移民三部曲」劃上句點。他們將男主角描述為一位財大氣粗、其貌不揚的男子，並起用《七小福》的男主角洪金寶。他們亦找來張艾嘉擔綱女主角，認為她的純樸土氣和略帶口音的粵語適合飾演中國大陸的嬌娃角色（但電影上演時以陳敏兒作粵語配音）。
由於本片敘述移民回鄉的情節，而羅啟銳和張婉婷進行資料搜集時發現早年從中國大陸前赴美國淘金的華人中，大多從廣東省坐船出發，故選擇在潮州和開平拍攝。電影由香港編導製作社出資，並與珠江電影製片合作拍攝，珠江電影製片為此找來廠內最好的幕後班底。拍攝地政府亦配合電影的拍攝工作，甚至沒有過問電影中包含違反一孩政策等中華人民共和國政府政策的內容。
電影在1989年4月開始拍攝，原定拍攝時間為十多天，但因中途爆發六四事件，結果只拍攝了九天便煞科。部份電影工作人員在返回香港後因不再願意前往中國拍攝而退出。同年9月，電影餘下的戲份在廣州補拍。

## 人物角色
| 演員   | 角色   | 粵語配音 | 備註         |
| 洪金寶 | 細奀   | 黃允材   | 八両金       |
| 張艾嘉 | 烏嘴婆 | 陳敏兒   | 英文名Jenny  |
| 顧輝   | 牛仔   |          | 烏嘴婆之弟弟 |
| 謝偉雄 |        |          |              |
| 朱飛   |        |          |              |
| 劉國平 |        |          |              |
| 何德雄 |        |          |              |
| 陳民權 |        |          |              |

## 電影歌曲

### 主題曲
| 歌名     | 演唱者 | 作曲   | 填詞   |
| 〈船歌〉 | 齊豫   | 羅大佑 | 羅大佑 |

### 插曲
| 歌名     | 演唱者 | 作曲   | 填詞   |
| 〈傳說〉 | 羅大佑 | 羅大佑 | 羅大佑 |

## 獎項
| 年份 | 頒獎典禮            | 獎項         | 獲提名                                        | 結果 |
| ---- | ------------------- | ------------ | --------------------------------------------- | ---- |
| 1990 | 第9屆香港電影金像獎 | 最佳電影     |                                               | 提名 |
| 1990 | 第9屆香港電影金像獎 | 最佳導演     | 張婉婷                                        | 提名 |
| 1990 | 第9屆香港電影金像獎 | 最佳編劇     | 羅啟銳、張婉婷                                | 提名 |
| 1990 | 第9屆香港電影金像獎 | 最佳男主角   | 洪金寶                                        | 提名 |
| 1990 | 第9屆香港電影金像獎 | 最佳女主角   | 張艾嘉                                        | 提名 |
| 1990 | 第9屆香港電影金像獎 | 最佳攝影     | 黃仲標                                        | 提名 |
| 1990 | 第9屆香港電影金像獎 | 最佳電影音樂 | 羅大佑、魯世傑                                | 獲獎 |
| 1990 | 第9屆香港電影金像獎 | 最佳電影歌曲 | 〈船歌〉 主唱：齊豫 作曲：羅大佑 填詞：羅大佑 | 提名 |
| 1990 | 第9屆香港電影金像獎 | 十大華語片   |                                               | 獲獎 |

## 另見
- 《非法移民》
- 《秋天的童話》

## 外部連結
- 香港影庫上《八両金》的資料（繁體中文）
- 開眼電影網上《八両金》的資料（繁體中文）
- 豆瓣电影上《八兩金》的資料 （简体中文）
- 时光网上《八両金》的資料（简体中文）
- AllMovie上《八両金》的资料（英文）
- 爛番茄上《八両金》的資料（英文）
- 互联网电影数据库（IMDb）上《八両金》的资料（英文）